# Bantar Kulon
Bantar Kulon is een bestuurslaag in het regentschap Pekalongan van de provincie Midden-Java, Indonesië. Bantar Kulon telt 635 inwoners (volkstelling 2010).